# Edward Burnett Tylor

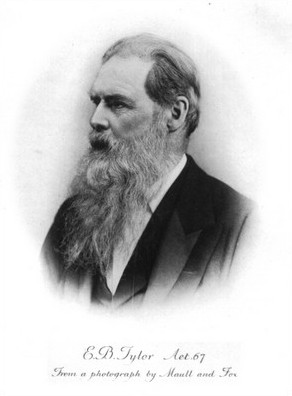
Edward Burnett Tylor

Sir Edward Burnett Tylor (ur. 2 października 1832, zm. 2 stycznia 1917) – angielski archeolog, antropolog i etnolog, przedstawiciel i pionier antropologii kulturowej, od 1871 członek Royal Society, w latach 1896–1909 profesor antropologii społecznej Balliol College w Oksfordzie. W 1912 roku otrzymał tytuł szlachecki za swój dorobek naukowy.
Autor wydanej w 1871 roku Cywilizacji pierwotnej (Primitive Culture: Researches into the Development of Mythology, Philosophy, Religion, Language, Art and Custom) inspirowanej po części pracami Charlesa Darwina. Tylor był twórcą ewolucjonistycznej teorii kultury w antropologii społecznej. Uważał, że wszystkie społeczności ludzkie rozwijają się w podobny sposób, przechodząc przez określone etapy rozwojowe. Obszarem jego badań była również koncepcja rozwoju wierzeń religijnych, według której pierwotną, a jednocześnie podstawową ich postać stanowi animizm.
Prace Edwarda Burnetta Tylora miały znaczący wpływ na ukształtowanie się współczesnej antropologii, a jego definicja kultury jest powszechnie stosowana i akceptowana w środowisku naukowym.

## Życiorys
Pochodził z rodziny kwakierskiej. Był czwartym z sześciorga dzieci Josepha Tylora i Harriet Skipper. Starszym bratem Edwarda był znany geolog Alfred Tylor. Rodzina Edwarda Tylora posiadała odlewnię mosiądzu. Pierwszą edukację odebrał w szkole kwakierskiej Grove House School w Tottenham. Studiów uniwersyteckich nie podjął ze względu na wyznanie religijne.
W 1855 roku, w wieku 23 lat, wykryto u niego gruźlicę. Choroba spowodowała, iż wyjechał do Ameryki w celu polepszenia zdrowia. Później podjął się wyprawy do Hawany na Kubie, gdzie poznał archeologa Henry’ego Christy i wraz z nim odbył podróż do Meksyku z zamiarem zbadania pozostałości po kulturze Tolteków. Wyprawa do Meksyku w 1855 roku obudziła w nim zainteresowania etnograficzne. Po powrocie do Anglii poślubił Anne R. Fox, jednak pogorszający się stan zdrowia Tylora zmusił go do wyjazdu do Francji, a potem Włoch. W trakcie podróży po Europie napisał książkę Anahuac, or Mexico and the Mexicans, Ancient and Modern wydaną w 1861 roku. W 1862 roku został członkiem prestiżowego Towarzystwa Archeologicznego i Przyrodniczego w Somerset zrzeszającego naukowców z zakresu antropologii i archeologii. Kolejną publikacją Tylora była wydana w 1865 roku książka Researches into the Early History of Mankind and the Development of Civilisation, w której podjął się opisania wpływu języka na kształtowanie się kultur ludzkich. Praca ta w dużej mierze przyczyniała się do zdobycia uznania dla Tylora w kręgach naukowych. Po sukcesie Researches into the Early History of Mankind and the Development of Civilisation Tylor podjął się napisania kilku artykułów, m.in. dla gazety The Times oraz wygłoszenia serii wykładów dotyczących genezy języków.
Opus magnum Tylora okazała się być opublikowana w 1871 roku w dwóch tomach praca Cywilizacja Pierwotna (Primitive Culture: Researches into the Development of Mythology, Philosophy, Religion, Language, Art and Custom). Zawarte w książce tezy dotyczyły rozwoju kultur świata w ujęciu ewolucjonistycznym. Cywilizacja Pierwotna była jedną z wiodących prac antropologii kulturowej, a zawarte w niej rozważania Tylora miały wpływ na młodych przedstawicieli tej dyscypliny naukowej.
W 1875 roku otrzymał honorowy stopień doktora praw cywilnych na Uniwersytecie Oksfordzkim. Prowadzone przez Tylora wykłady z zakresu antropologii w 1882 roku przyczyniły się do uzyskania statusu kuratora w Muzeum Historii Naturalnej Uniwersytetu Oksfordzkiego. Rok później otrzymał pierwsze stanowisko akademickie w dziedzinie antropologii, co wiązało się z wygłaszaniem osiemnastu wykładów rocznie. W 1895 roku Uniwersytet w Oksfordzie nadał Tylorowi tytuł Profesora Antropologii. W trakcie czasu spędzonego na Uniwersytecie w Oksfordzie Tylor wydał w 1881 roku książkę zatytułowaną Anthropology.
Edward Tylor zrezygnował z posady kuratora Muzeum Uniwersytetu Oksfordzkiego w 1902 roku. Pięć lat później otrzymał prestiżową nagrodę Honorowy Medal Huxleya przyznawaną przez Królewski Instytut Antropologiczny. W 1910 roku Tylor odszedł na emeryturę po dwudziestu sześciu latach pracy w Oksfordzie. Wydarzenie to było szeroko nagłaśniane w brytyjskiej prasie. Dwa lata później w 1912 roku otrzymał tytuł szlachecki za swój dorobek naukowy. Zmarł w 1917 roku w Wellington w wieku 84 lat.

## Poglądy
Tylor zajmował się przede wszystkim genezą kultury (podał jedną z pierwszych jej definicji) i religii. Był jednym z twórców ewolucjonizmu w naukach społecznych. Sądził, że pierwotną formą religii jest animizm, czyli wiara w istoty duchowe (spiritual beings), stanowiący podstawę wszystkich systemów religijnych, w tym monoteizmu. Tylor wniósł również znaczący wkład w rozwój teorii przeżytków kulturowych.

### Kultura
Edward Tylor podał pierwszą antropologiczną definicję kultury. W swoim największym dziele Cywilizacja pierwotna kulturę opisuje następująco:

Kultura, czyli cywilizacja w najszerszym znaczeniu etnograficznym, jest to pojęcie, obejmujące wiedzę, wierzenia, sztukę, moralność, prawo, obyczaje i inne zdolności i przyzwyczajenia, zdobyte przez człowieka, jako członka społeczeństwa.

Definicja zaproponowana przez Tylora weszła do kanonu antropologii. Zgodnie z tą definicją kultura jest nabywana na drodze uczenia się; kultury się nie dziedziczy. Tylor wskazuje, że kultura jest wytworem wyłącznie działań ludzkich i ma charakter społeczny. W tym ujęciu kultura to również uporządkowany zbiór elementów, które podlegają rozwojowi w czasie od „stanu dzikości” do „cywilizacji wyższej”. Według Tylora kultura rozwinęła się na mocy naturalnych procesów, które nakazywały człowiekowi szukanie coraz lepszych sposobów zaspokajania potrzeb.

### Antropologia ewolucjonistyczna
W wydanej w 1881 roku książce Anthropology Tylor zawarł swoje ujęcie antropologii kulturowej. Dla Tylora antropologia to nauka o rozwoju kultury w czasie od „dzikości” do stanu „cywilizacji wyższej”. W tej myśli widać ewolucjonistyczne ujęcie antropologii przez Tylora, charakterystyczne dla Europejczyków drugiej połowy XIX wieku, wykazujących optymistyczną wiarę w postęp cywilizacyjny. Proces rozwoju według Tylora zawsze i wszędzie prowadzi człowieka do lepszego wyposażenia kulturowego. O rozwoju kultury decyduje cecha człowieka, jaką jest dążenie do tworzenia nowych wynalazków. Powiązanie prawa rozwoju kulturowego z naturą ludzką decyduje o możliwościach dróg rozwoju oraz podobieństwach kulturowych między społeczeństwami na tych samych etapach rozwojowych.

### Teoria „przeżytków” kulturowych
Tylor badał ewolucję kultury za pomocą teorii „przeżytków” (survivals). W myśl tej koncepcji współczesna kultura przechowała elementy, które straciły już swoje funkcje, ale które stanowią świadectwo tego, jak istotne były w przeszłości. W ujęciu Tylora przeżytkami były elementy kultury charakterystyczne dla wcześniejszych stadiów rozwojowych kultury. Przykłady przeżytków odnaleźć można było w każdej kulturze. Dla ewolucjonistów przeżytkami kultury były gry dziecinne, praktyki magiczne, obrzędy. Dzięki poprawnej analizie przeżytków można było odtworzyć wczesne stadia rozwojowe kultury.

### Religia
W swych badaniach Tylor poszukiwał również istoty religii. Uważał, że religia w podstawowej formie istnieje wśród ludów pierwotnych. Posługując się koncepcją przeżytków kulturowych Tylor próbował wykazać, że pierwotne rytuały, wierzenia i obrzędy religijne przetrwały długo po tym, gdy ich znaczenie uległo zdezaktualizowaniu. Teoria religii Tylora opierała się na schemacie ewolucji od wczesnej formy animizmu. Zgodnie z koncepcją animizmu, głoszącą istnienie duszy niezależnie od świata materialnego, Tylor zauważył, że we wszystkich społeczeństwach kulturowych obecna jest wiara w istnienie duchowej istoty po śmierci. Według Tylora animizm podlega przekształceniom wraz z rozwojem kultury. Uważał, że animizm rozwinął się w fetyszyzm oraz totemizm. Dla Tylora ewolucja religii była zjawiskiem złożonym, w którym przeżytki dawnego stadium kultury nakładały się na współczesne idee.

## Najważniejsze prace
- Anahuac, or Mexico and the Mexicans, Ancient and Modern (1861)
- Researches into the Early History of Mankind and the Development of Civilisation (1865)
- Primitive Culture: Researches into the Development of Mythology, Philosophy, Religion, Language, Art and Custom (1871, wyd. pol. Cywilizacja pierwotna 1896–1898)
- Anthropology (1881, wyd. pol. Antropologia 1910)

Część polskich przekładów prac udostępniono w bibliotece cyfrowej projektu Polona.